# Équipe d'Australie féminine de rugby à XV

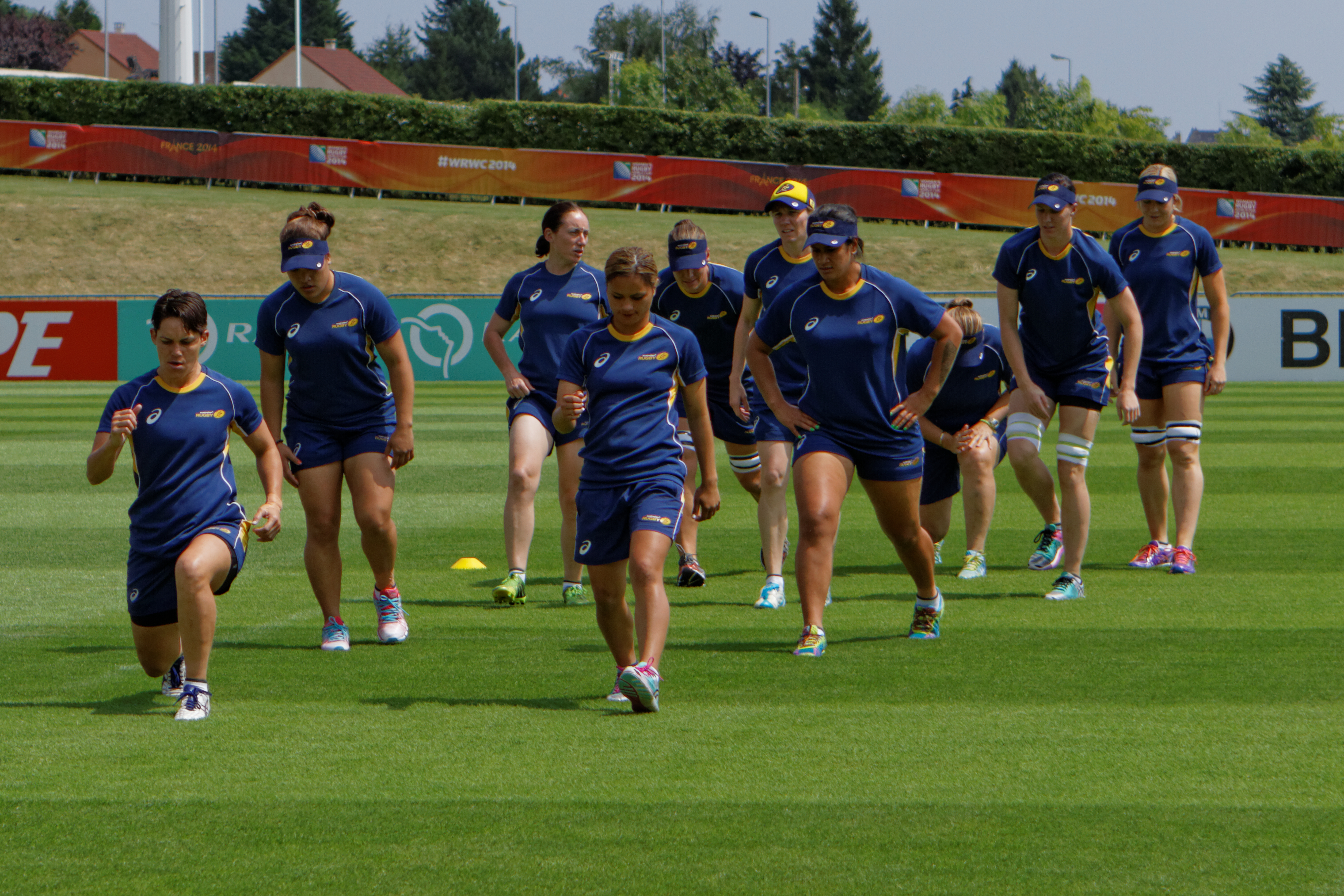
Equipe d'Australie à l'échauffement lors de la coupe du monde 2014.

L'équipe d'Australie féminine de rugby à XV est constituée par une sélection des meilleures joueuses australiennes de rugby à XV. Elle participe à plusieurs compétitions internationales telles que la Pacific Four Series, le WXV et la Coupe du monde.

## Histoire
L'équipe d'Australie féminine de rugby à XV joue son premier match international face à l'équipe de Nouvelle-Zélande le 2 septembre 1994 à Sydney et perd 37 à 0. Elle obtient sa première victoire lors de son premier match de la Coupe du monde 1998, face à l'Irlande. Après une ultime victoire face à l'Écosse, elle termine cinquième de la compétition.
L'Australie joue très peu de matchs entre les Coupes du monde, hormis contre les Néo-zélandaises face auxquelles elles restent, fin 2009, sur dix défaites en dix matchs. Elles finissent à la septième place des Coupes du monde 2002 et 2006 en gagnant deux matchs lors de chaque édition. Le 8 août 2009, elles s'imposent 87-0 face à l'équipe des Samoa et se qualifient ainsi pour la Coupe du monde 2010. Elles finissent troisièmes de cette édition. En 2014, elles finissent septièmes de l'édition. Elles finissent sixièmes de l'édition de 2017.  En 2021, elles sont éliminées en quart de finale par les Anglaises.   
Les Wallaroos se classent troisièmes de la Pacific Four Series 2023, ce qui les qualifie pour la première édition du WXV 1, organisée en Nouvelle-Zélande. Lourdement battues par l'Angleterre, elles terminent troisièmes après deux victoires contre la France et le pays de Galles.   
Joanne Yapp est nommée sélectionneuse en décembre 2023 et prend ses fonctions en février. Elle est la première femme à occuper le poste, mais aussi la première à l'occuper à plein temps. Dernières de la Pacific Four Series 2024, les Australiennes sont qualifiées pour le WXV 2 organisé en Afrique du Sud. C'est la première fois qu'elles affrontent l'Écosse, le pays de Galles et l'Afrique du Sud en dehors d'une Coupe du monde. La sélectionneuse Joanne Yapp annonce clairement l'objectif de victoire pour son équipe. Les Wallaroos remportent leurs trois rencontres.   

## Palmarès
- Vainqueures du WXV2 en 2024

| Édition | Organisateur     | Place           |
| ------- | ---------------- | --------------- |
| 1991    | Pays de Galles   | Absente         |
| 1994    | Écosse           | Absente         |
| 1998    | Pays-Bas         | 5e              |
| 2002    | Espagne          | 7e              |
| 2006    | Canada           | 7e              |
| 2010    | Angleterre       | 3e              |
| 2014    | France           | 6e              |
| 2017    | Irlande          | 6e              |
| 2021    | Nouvelle-Zélande | Quart de finale |

## Principales joueuses d'hier et d'aujourd'hui
- Tobie McGann, Ruan Sims, Lisa Fiaola, Rebecca Anderson, Tricia Brown, Cheryl Soon, Rachelle Pirie, Tasileta Bethell, Alexandra Hargreaves, Kim Wilson, Alicia Frost, Kate Porter, Vanessa Bradley, Selena Worsley (c), Lindsay Morgan.

### Sélectionneurs
| Années    | Sélectionneur  | Assistants              |
| --------- | -------------- | ----------------------- |
| 1994      | Col Spence     |                         |
| 1995-1998 | Bob Hitchcock  |                         |
| 2000-2002 | Don Parry      |                         |
| 2005-2008 | Steve Hamson   |                         |
| 2009-2010 | John Manenti   |                         |
| 2013-2017 | Paul Verrell   |                         |
| 2018-2021 | Dwayne Nestor  |                         |
| 2021-2023 | Jay Tregonning |                         |
| 2024-2025 | Joanne Yapp    | Chris Delooze Sam Needs |